# Bogi Petersen
Bogi Reinert Petersen (ur. 20 lutego 1993 roku) – farerski piłkarz, występujący na pozycji pomocnika w klubie piłkarskim ÍF Fuglafjørður oraz w reprezentacji Wysp Owczych.

## Kariera piłkarska
Petersen rozpoczynał karierę piłkarską w klubie ÍF Fuglafjørður, gdzie występował w drużynie młodzieżowej. Jako piętnastolatek dołączył do szkółki duńskiego klubu Vejle BK. W roku 2011 został wypożyczony do HB Tórshavn, występując głównie w drugim składzie tego klubu. W pierwszym zadebiutował 2 sierpnia w przegranym 0:1 spotkaniu przeciwko 07 Vestur. Łącznie wystąpił w nim pięć razy, nie zdobywając żadnej bramki.
Pod koniec roku powrócił do Danii, wchodząc w skład Hedensted IF, w którym pozostawał do końca roku 2012. Następnie dołączył do składu ÍF Fuglafjørður, w którym występuje od sezonu 2013. Zadebiutował 9 marca w spotkaniu pierwszej kolejki przeciwko AB Argir (2:1). Pierwszą bramkę strzelił zaś 16 marca, kiedy jego drużyna pokonała 2:1 EB/Streymur. W pierwszym składzie wystąpił dotąd 75 razy i zdobył jedenaście goli.

## Kariera reprezentacyjna
Petersen reprezentował swój kraj po raz pierwszy w kadrze U-17 28 lipca 2008 roku w spotkaniu przeciwko Szkocji. Pierwszego i jedynego gola strzelił 17 września Portugalii (1:4). Wystąpił łącznie w jedenastu meczach. 7 października 2010 roku zagrał po raz pierwszy w kadrze U-19 w spotkaniu przeciwko Chorwacji (2:2). Później wystąpił w niej jeszcze pięć razy i strzelił trzy gole, z których pierwszego 4 listopada 2011 w przegranym 1:9 meczu przeciwko Portugalii. W kadrze U-21 po raz pierwszy zagrał 31 maja 2011 roku w zremisowanym 0:0 spotkaniu z reprezentacją Irlandii Północnej. Pozostałe siedem spotkań rozegrał w latach 2013 oraz 2014, nie zdobył jednak żadnej bramki.
3 czerwca 2016 roku zadebiutował w reprezentacji Wysp Owczych w meczu przeciwko Kosowu (0:2). Był to dotychczas jego jedyny występ.